# Mitsubishi Starion
Mitsubishi Starion — спортивный автомобиль, выпускавшийся автомобильной фирмой Mitsubishi Motors с 1982 по 1993 год. Пришёл на смену автомобилю Mitsubishi Galant Lambda. Вытеснен с конвейера моделью Mitsubishi 3000GT. 

## Описание
Автомобиль Mitsubishi Starion впервые был представлен в 1982 году. Конкурентами модели являлись Nissan Z, Mazda RX-7, Toyota Supra, Honda Prelude, Isuzu Piazza и Subaru XT.
Модель продавалась в США и Великобритании. В 1984 году автомобиль снимался в кинофильме «Гонки «Пушечное ядро» 2».
Производство завершилось в 1989 году.

## Продажи
- 1986: 19438
- 1987: 17605
- 1988: 10655
- 1989: 1961
- Всего: 49659

## Галерея

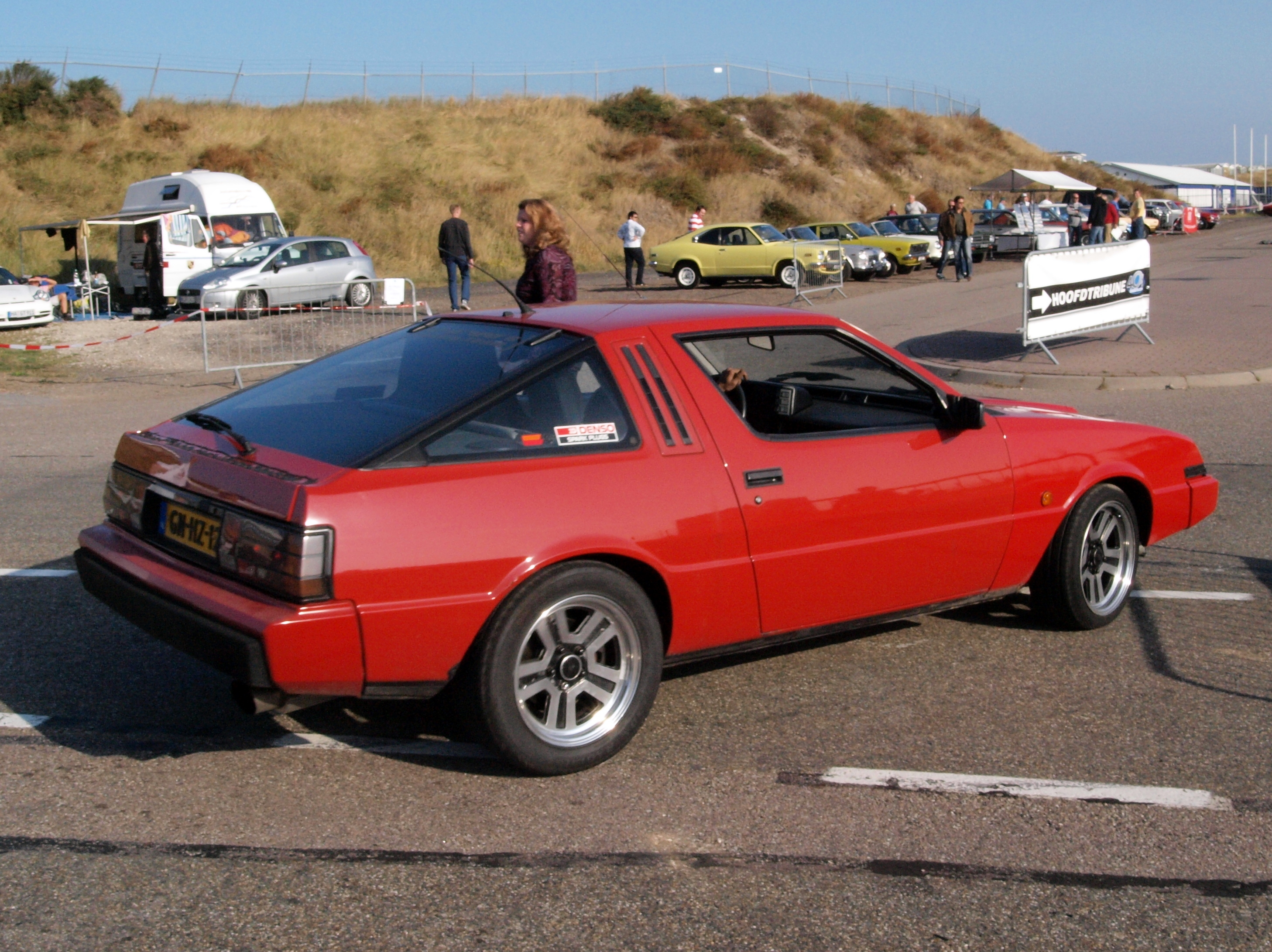
Mitsubishi Starion
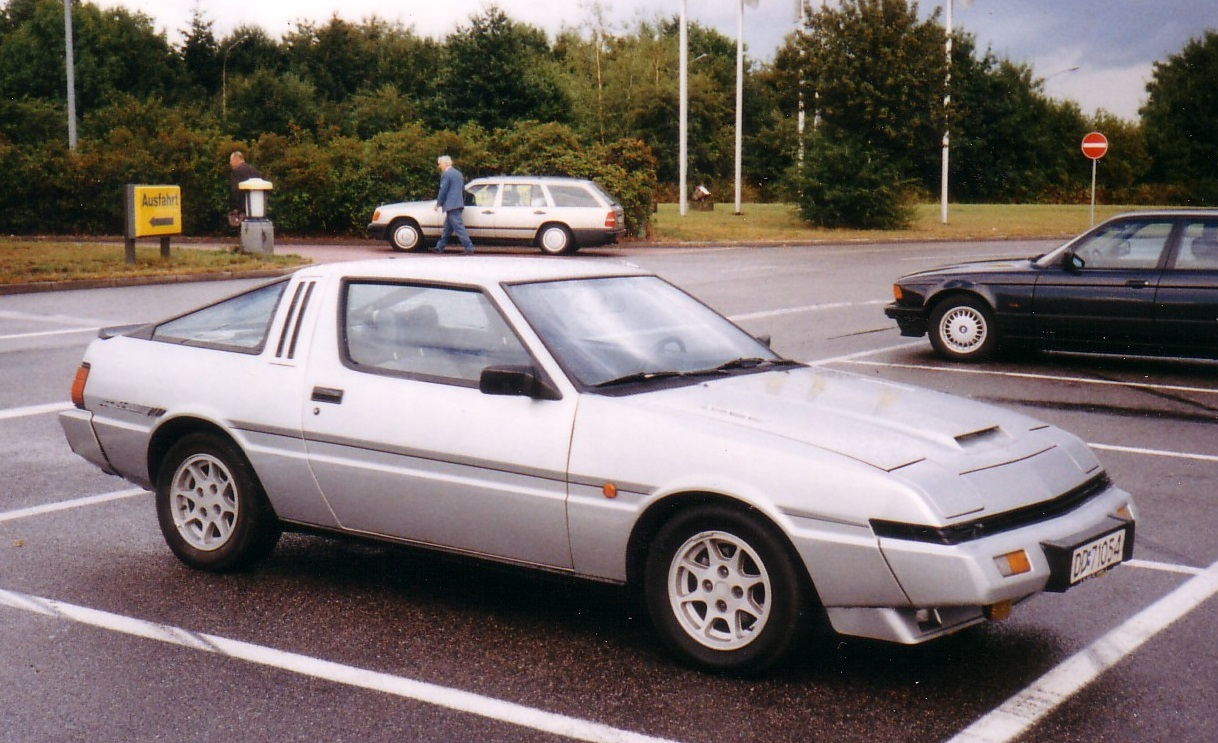
Mitsubishi Starion Turbo
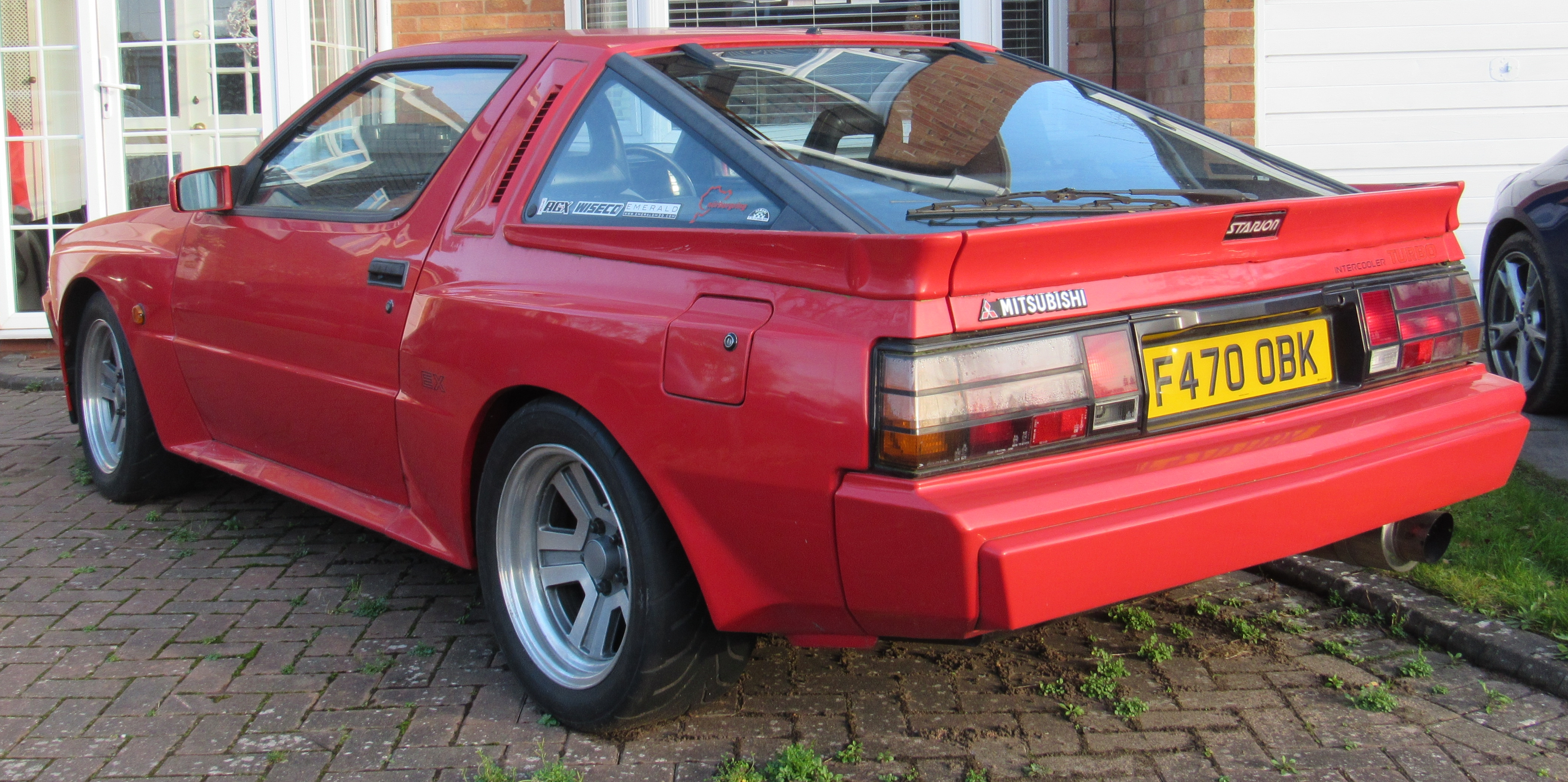
Mitsubishi Starion Turbo
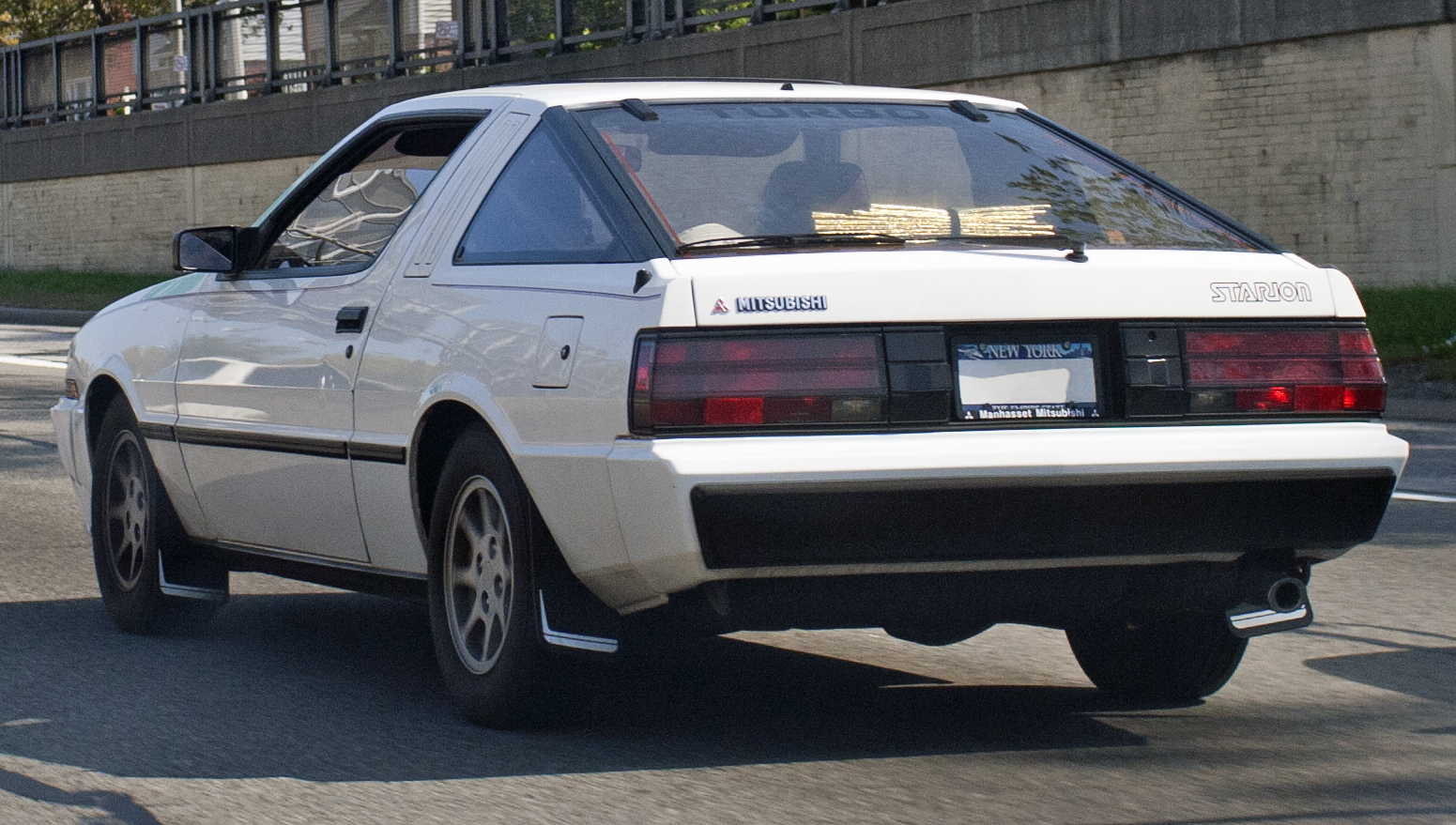
Mitsubishi Starion Turbo
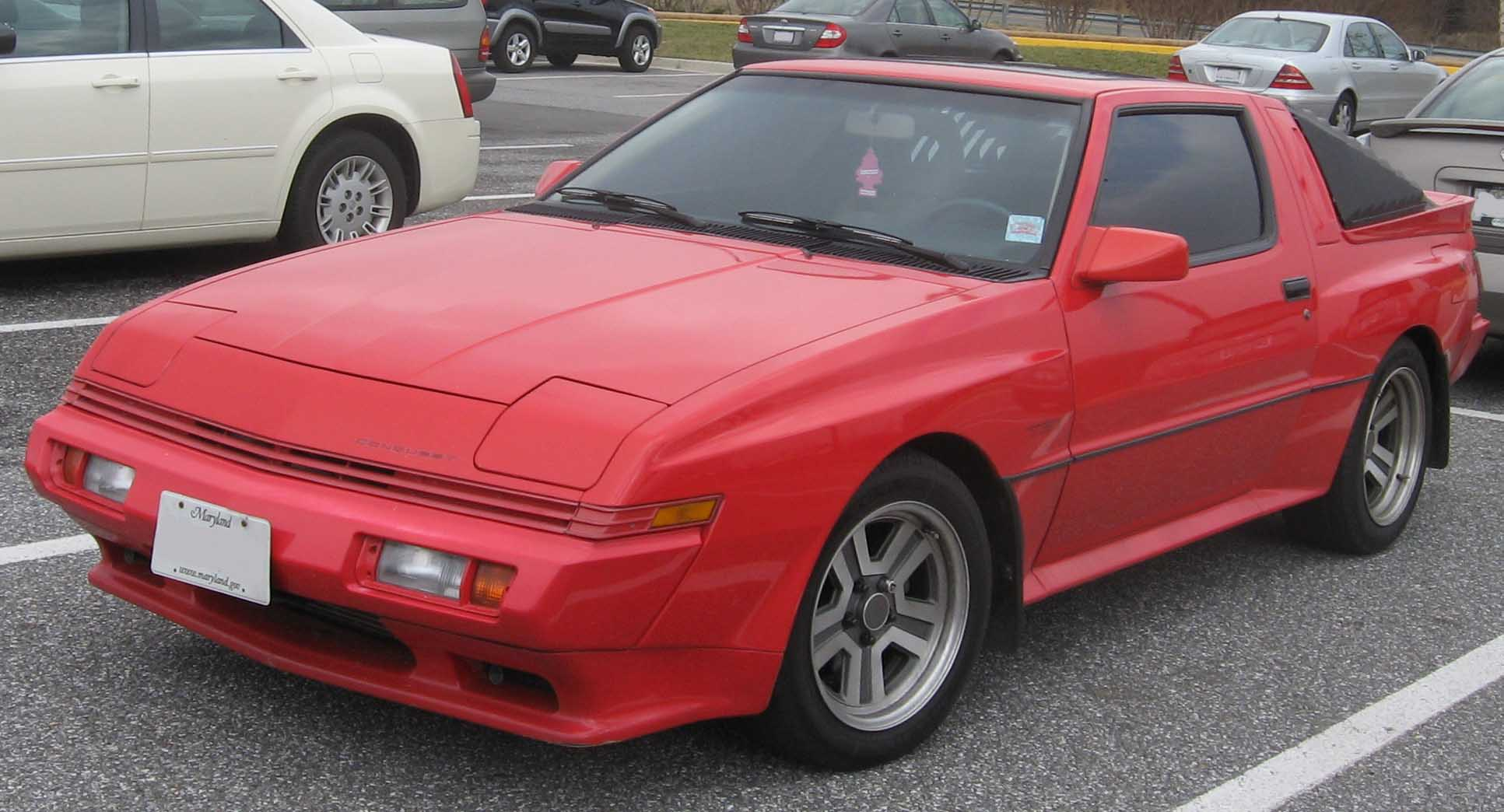
Chrysler Conquest
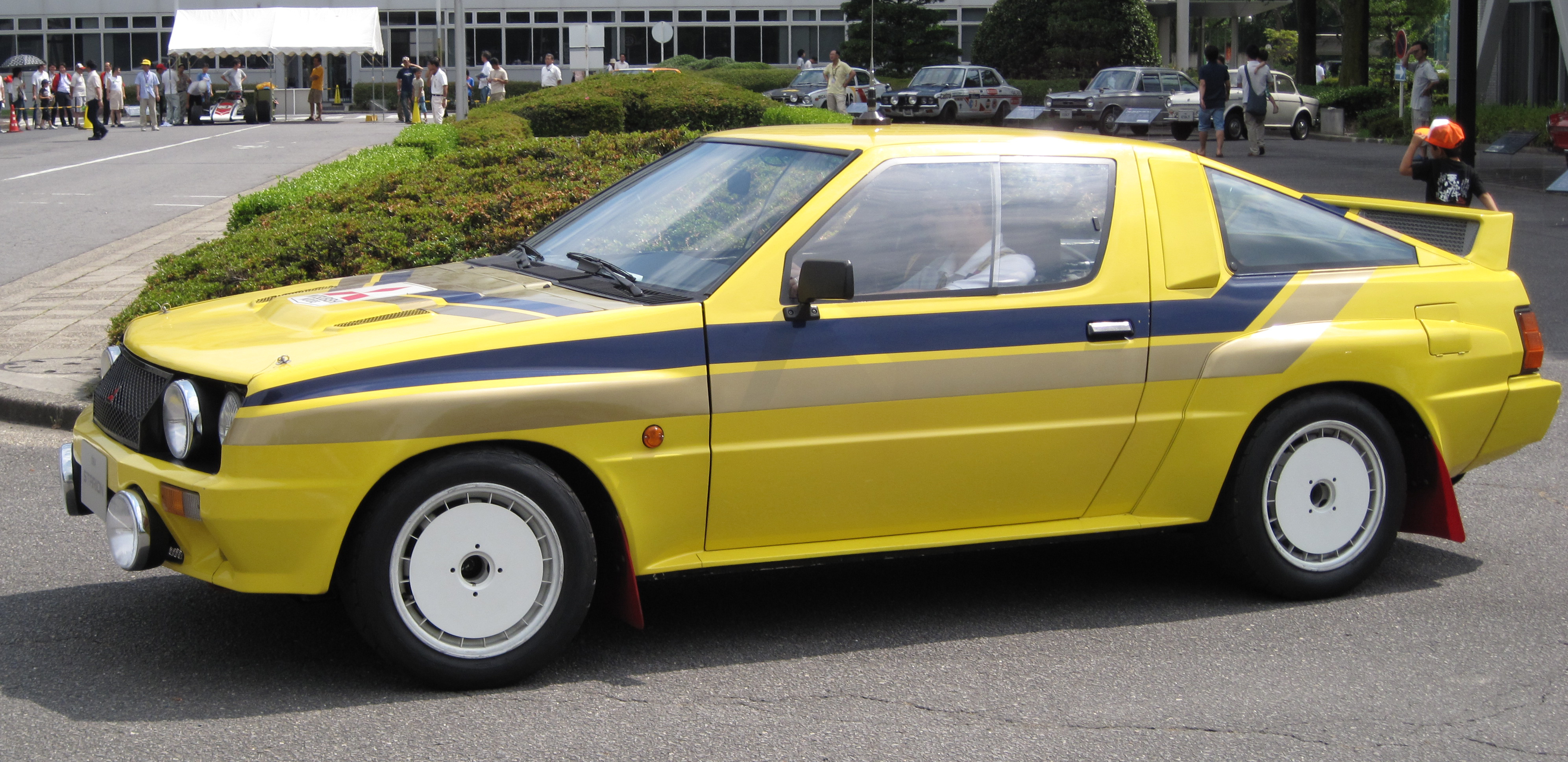
Mitsubishi Starion 4WD
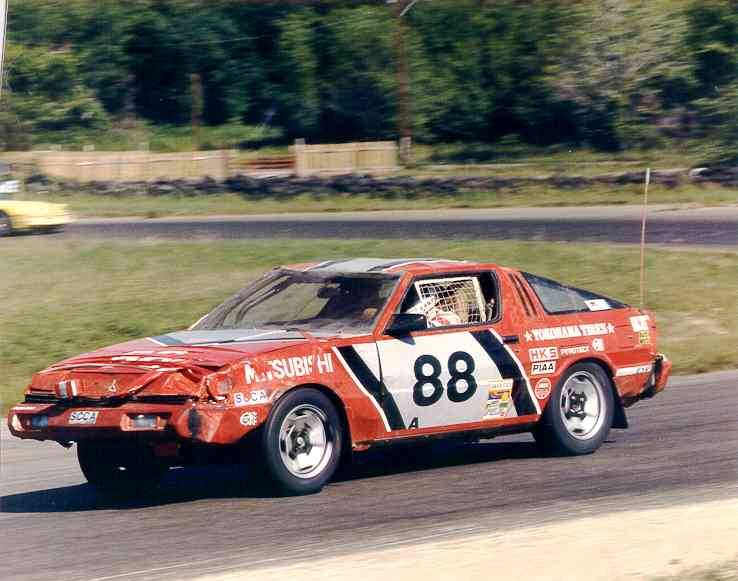
Mitsubishi Starion
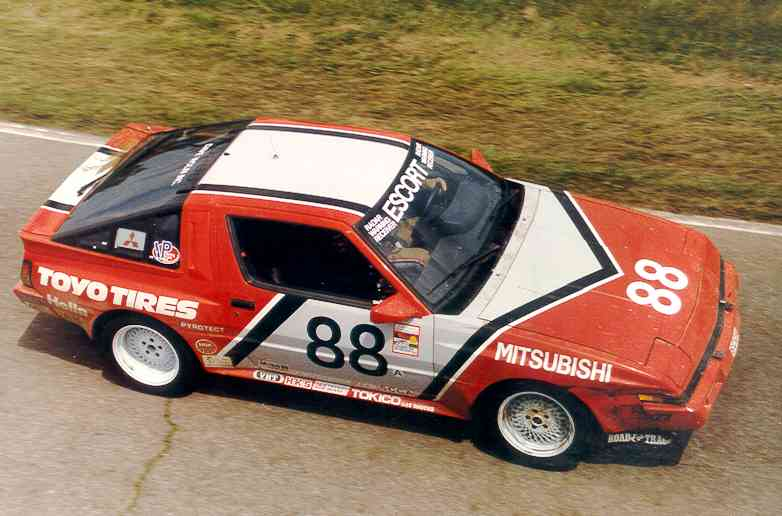
Mitsubishi Starion